# تک‌شاخ‌ماهی خال‌دار
تک‌شاخ‌ماهی خال‌دار (نام علمی: Naso maculatus) نام یک گونه از سرده تک‌شاخ‌ماهی‌ها است.